# Alina Talaj
Alina Hennad'evna Talaj, accreditata come Alina Talay dalla IAAF (in bielorusso Алина Геннадьевна Талай?; Orša, 14 maggio 1989), è un'ostacolista bielorussa.
In carriera è stata campionessa europea dei 100 metri ostacoli a Helsinki 2012 e due volte campionessa europea indoor dei 60 metri ostacoli a Göteborg 2013 e Praga 2015.

## Record nazionali
- 50 metri ostacoli indoor: 6"89 ( Minsk, 23 dicembre 2011)
- 60 metri ostacoli indoor: 7"85 ( Praga, 6 marzo 2015)[1]

## Progressione

### 60 metri piani indoor
| Stagione | Risultato | Luogo   | Data      | Rank. Mond. |
| -------- | --------- | ------- | --------- | ----------- |
| 2015     | 7"31      | Mahilëŭ | 20-2-2015 | 65ª         |
| 2014     | 7"36      | Mahilëŭ | 21-2-2014 | 107ª        |
| 2013     | 7"35      | Mahilëŭ | 5-2-2013  | 93ª         |

### 60 metri ostacoli indoor
| Stagione | Risultato | Luogo        | Data      | Rank. Mond. |
| -------- | --------- | ------------ | --------- | ----------- |
| 2015     | 7"85      | Praga        | 6-3-2015  | 3ª          |
| 2014     | 8"02      | Mahilëŭ      | 22-2-2014 | 19ª         |
| 2013     | 7"94      | Göteborg     | 1-3-2013  | 6ª          |
| 2013     | 7"94      | Val-de-Reuil | 12-2-2013 | 6ª          |
| 2012     | 7"97      | Istanbul     | 10-3-2012 | 13ª         |
| 2011     | 7"95      | Parigi       | 4-3-2011  | 8ª          |
| 2010     | 8"12      | Mahilëŭ      | 13-2-2010 | 40ª         |
| 2009     | 8"17      | Torino       | 6-3-2009  | 52ª         |

### 100 metri ostacoli
| Stagione | Risultato | Luogo     | Data      | Rank. Mond. |
| -------- | --------- | --------- | --------- | ----------- |
| 2015     | 12"70     | Roma      | 4-6-2015  | 11ª         |
| 2015     | 12"70     | Hengelo   | 24-5-2015 | 11ª         |
| 2014     | 12"89     | Bruxelles | 5-9-2014  | 32ª         |
| 2013     | 12"78     | Kazan'    | 10-7-2013 | 21ª         |
| 2012     | 12"71     | Londra    | 6-8-2012  | 20ª         |
| 2011     | 12"91     | Ostrava   | 16-7-2011 | 30ª         |
| 2010     | 12"87     | Hrodna    | 26-6-2010 | 26ª         |
| 2009     | 13"07     | Kaunas    | 17-7-2009 | 55ª         |
| 2008     | 13"31     | Bydgoszcz | 11-7-2008 | 128ª        |

## Palmarès
| Anno | Manifestazione           | Sede           | Evento   | Risultato      | Prestazione | Note                                     |
| ---- | ------------------------ | -------------- | -------- | -------------- | ----------- | ---------------------------------------- |
| 2008 | Mondiali juniores        | Bydgoszcz      | 100 m hs | 4ª             | 13"50       |                                          |
| 2009 | Europei indoor           | Torino         | 60 m hs  | Semifinale     | 8"20        |                                          |
| 2009 | Europei under 23         | Kaunas         | 100 m hs | Bronzo         | 13"30       |                                          |
| 2009 | Europei under 23         | Kaunas         | 4×100 m  | 6ª             | 44"86       |                                          |
| 2010 | Mondiali indoor          | Doha           | 60 m hs  | Semifinale     | 8"18        |                                          |
| 2010 | Europei                  | Barcellona     | 100 m hs | Semifinale     | dq          |                                          |
| 2011 | Europei indoor           | Parigi         | 60 m hs  | 5ª             | 7"98        |                                          |
| 2011 | Europei under 23         | Ostrava        | 100 m hs | Oro            | 12"91       | Miglior prestazione personale stagionale |
| 2011 | Giochi mondiali militari | Rio de Janeiro | 100 m hs | Oro            | 12"95       | Record dei Giochi                        |
| 2012 | Mondiali indoor          | Istanbul       | 60 m hs  | Bronzo         | 7"97        | Miglior prestazione personale stagionale |
| 2012 | Europei                  | Helsinki       | 100 m hs | Oro            | 12"91       |                                          |
| 2012 | Giochi olimpici          | Londra         | 100 m hs | Semifinale     | 12"84       |                                          |
| 2012 | Giochi olimpici          | Londra         | 4×100 m  | Qualificazione | 43"90       |                                          |
| 2013 | Europei indoor           | Göteborg       | 60 m hs  | Oro            | 7"94        | Miglior prestazione personale            |
| 2013 | Universiadi              | Kazan'         | 100 m hs | Argento        | 12"78       | Miglior prestazione personale stagionale |
| 2013 | Mondiali                 | Mosca          | 100 m hs | Semifinale     | 12"82       |                                          |
| 2014 | Europei                  | Zurigo         | 100 m hs | 5ª             | 12"97       |                                          |
| 2015 | Europei indoor           | Praga          | 60 m hs  | Oro            | 7"85        | [ 1 ]                                    |
| 2015 | Mondiali                 | Pechino        | 100 m hs | Bronzo         | 12"66       | Record nazionale                         |
| 2016 | Mondiali indoor          | Portland       | 60 m hs  | 6ª             | 8"00        |                                          |
| 2016 | Europei                  | Amsterdam      | 100 m hs | Argento        | 12"68       |                                          |
| 2016 | Giochi olimpici          | Rio de Janeiro | 100 m hs | Semifinale     | 13"66       |                                          |
| 2017 | Europei indoor           | Belgrado       | 60 m hs  | Argento        | 7"92        |                                          |
| 2017 | Mondiali                 | Londra         | 100 m hs | 6ª             | 12"81       | Miglior prestazione personale stagionale |
| 2018 | Mondiali indoor          | Birmingham     | 60 m hs  | Semifinale     | 8"07        |                                          |
| 2018 | Europei                  | Berlino        | 100 m hs | Finale         | dq          |                                          |
| 2019 | Europei indoor           | Glasgow        | 60 m hs  | Semifinale     | 8"15        |                                          |